# Bay Head
Bay Head és una població dels Estats Units a l'estat de Nova Jersey. Segons el cens del 2007 tenia 1.265 habitants.

## Demografia
Segons el cens del 2000, Bay Head tenia 1.238 habitants, 584 habitatges, i 349 famílies. La densitat de població era de 810,2 habitants/km².
Dels 584 habitatges en un 16,6% hi vivien nens de menys de 18 anys, en un 51,5% hi vivien parelles casades, en un 5,8% dones solteres, i en un 40,1% no eren unitats familiars. En el 35,4% dels habitatges hi vivien persones soles el 14,2% de les quals corresponia a persones de 65 anys o més que vivien soles. El nombre mitjà de persones vivint en cada habitatge era de 2,12 i el nombre mitjà de persones que vivien en cada família era de 2,73.
Per edats la població es repartia de la següent manera: un 15,4% tenia menys de 18 anys, un 4% entre 18 i 24, un 21,7% entre 25 i 44, un 33,7% de 45 a 60 i un 25,2% 65 anys o més.
L'edat mediana era de 52 anys. Per cada 100 dones de 18 o més anys hi havia 88,3 homes.
La renda mediana per habitatge era de 77.790 $ i la renda mediana per família de 93.055 $. Els homes tenien una renda mediana de 64.063 $ mentre que les dones 38.672 $. La renda per capita de la població era de 49.639 $. Aproximadament el 0,3% de les famílies i el 3% de la població estaven per davall del llindar de pobresa.

## Poblacions més properes
El següent diagrama mostra les poblacions més properes.